# Véronique Lévy
Pour les articles homonymes, voir Lévy.
Véronique Lévy, née le 15 avril 1971, née dans une famille juive et convertie au catholicisme, est un écrivain français.

## Biographie

### Origines
Véronique Lévy est issue d'une famille juive d'Algérie.
L'un de ses arrière-grands-pères maternels était le rabbin de Tlemcen. Son père, André Lévy, est originaire de Mascara et, à 18 ans, s'engage pour la défense de l'Espagne républicaine avant de combattre au sein du 2e bataillon de marche, sous les ordres du général Diego Brosset. Sa mère est née Dina Siboni. Elle a deux frères, Philippe et Bernard-Henri Lévy de vingt-trois ans son aîné.
En 1946, son père s'installe à Casablanca dans le quartier d'Anfa et fonde une entreprise d’importation de bois africains. Après avoir passé plusieurs années au Maroc, alors protectorat français, sa famille s'installe en France, à Neuilly-sur-Seine, en 1954.
Véronique Lévy entend parler pour la première fois de Jésus à l'âge de 3 ans, sur une plage d’Antibes, par une fillette catholique, raconte-t-elle. Elle se passionne immédiatement pour le Christ, « cet homme supplicié dont elle devine l'amour inconditionnel et absolu » mais elle n'en parle à personne, persuadée que son nom — « celui d'une des douze tribus d'Israël » comme le lui répète son père — la tient éloignée de l’Église, affirme-t-elle dans son livre Montre-moi ton visage,. 
Son frère Philippe ayant été victime d'un grave accident de voiture en 1969, sa mère consacre énormément de temps à ce frère diminué. Dès sa naissance, Véronique est en manque d'affection. À 12 ans, c'est la mort de sa grand-mère, dont elle était particulièrement proche, qui la plonge dans des terreurs nocturnes. À peine entrée dans l'adolescence, elle est victime d'un viol. Elle se réfugie dans la séduction et les amours éphémères. Provocante et instable, elle est envoyée en pension, où elle est bouleversée par le Jésus de Nazareth de Zeffirelli, projeté au réfectoire.

### Conversion
Pendant les vingt-cinq années suivantes, elle mène ce qu'elle considère comme un parcours « chaotique ». Elle fait des études de lettres, puis d'infirmière, prend des cours de théâtre et, après tous ces échecs, devient créatrice de bijoux. Elle crée notamment des bijoux pour des défilés de mode. 
Elle fait alors la rencontre du prêtre Pierre-Marie Delfieux qui devient son directeur spirituel. Après deux ans de catéchuménat, elle est baptisée dans la nuit de Pâques 2012, en présence de son frère, Bernard-Henri Lévy. 
Elle pense un temps à devenir carmélite et fait vœu de chasteté.

### Écriture
Elle raconte son cheminement spirituel dans le livre Montre-moi ton visage, publié en mars 2015 aux éditions du Cerf. Pour La Croix, « l'auteur retranscrit ses conversations amoureuses avec Dieu devant le Saint-Sacrement. Ce qui peut donner l’impression parfois d’un élan mystique un peu exalté. »
En octobre 2016, elle publie aux éditions du Cerf son deuxième livre, Adoration.
Elle écrit pour des journaux chrétiens, comme Croire en 2017, avec ses « Méditations pour la Semaine sainte ».

## Positions politiques
D'après le journal Le Figaro, elle dénonce « l’emprise de la techno-science-économie sur l’homme » et s’en prend aussi à l’avortement « avec des arguments enfantins, donc désarmants ».

## Ouvrages
- Violette, ma neige et ma nuit, Paris, La Différence, coll. « Beaux Arts », 1999, 155 p. (ISBN 978-2-7291-1289-9)Bijoux de Véronique Lévy. Photographies de Didier Robcis.
- Montre-moi ton visage (préf. Mgr Éric de Moulins-Beaufort), Paris, Le Cerf, 2015, 336 p. (ISBN 978-2-204-13211-4)
- Adoration (préf. Mgr Dominique Rey), Paris, Le Cerf, 2016, 512 p. (ISBN 978-2-204-11211-6)
- Jésus-Christ ou les Robots, Paris, Le Cerf, 2019 (ISBN 978-2-204-13031-8).
- Chœur de chair, Paris, Artège, 2021 (ISBN 979-10-336-1154-7)